# Jean Little
Jean Little (Taiwan, 2 januari 1932 – Guelph, 6 april 2020) was een Canadese kinderboekenschrijfster. Ze schreef meer dan 40 kinderboeken en twee autobiografieën. Ze gaf les in kinderliteratuur aan de Universiteit van Guelph en ontving zes eredoctoraten.
Little was sinds haar geboorte gedeeltelijk blind door littekens op haar hoornvlies. Ze maakte gebruik van een blindegeleidehond.

## Levensloop
Jean Little werd geboren in Taiwan (Formosa). Haar ouders waren Canadese artsen, die als medisch missionair waren uitgezonden door de United Church of Canada. In 1939 keerde het gezin terug naar hun vaderland, Canada, en in 1940 gingen ze in Guelph wonen. Hoewel Jean Little vanaf haar geboorte officieel blind was, ging ze toch naar een gewone lagere en middelbare school. Ze studeerde aan de universiteit van Toronto Engelse taal- en letterkunde (BA).
Na haar afstuderen gaf ze enkele jaren les aan gehandicapte kinderen. In 1962 werd haar eerste kinderboek uitgegeven: Mine for keeps over een kind met hersenverlamming. Het won de Canadese kinderboekenprijs van uitgeverij Little, Brown. Ze schreef daarna ruim 40 andere kinderboeken, verhalenbundels, prentenboeken en dichtbundels. Ook bracht ze twee autobiografische boeken uit: Little by Little and Stars Come Out Within. Daarnaast schreef ze een roman over de jeugd van haar moeder, His banner over me. Ze won verschillende literaire prijzen en haar werk werd in meer dan 20 talen vertaald.
Little gaf les in Jeugdliteratuur aan de universiteit van Guelph, waar ze adjunct-hoogleraar bij de vakgroep Engels was. Ze ontving zes eredoctoraten en was lid van de Orde van Canada. Ze heeft veel gereisd om met zowel volwassenen als kinderen te praten over leesplezier en schrijfplezier.
Anno 2016 woonde Jean Little in Guelph met haar zus Pat, haar achternicht Jeanie en haar achterneef Ben (die bij haar en haar zus zijn opgegroeid). Ze schreef met behulp van een spraakprogramma op de computer en reisde met haar geleidehond Honey. Ze gaf de Margaret Lawrence Lecture bij de Canadese schrijverstop in juni 2016.
Little overleed op 6 april 2020 in het Hospice Wellington in Guelph, in de leeftijd van 88 jaar.

## Thema's
Belangrijke thema's in het werk van Jean Little zijn: gehandicapt zijn, adoptie en pleegzorg, eenzaamheid, vriendschap en de veerkracht van kinderen.
Meerdere boeken, waaronder Mine for keeps en From Anna gaan over kinderen met een handicap. Doordat ze in de tweede helft van de twintigste eeuw zijn geschreven, laten ze zien hoe gehandicapte kinderen in die decennia opgroeiden en maatschappelijk werden behandeld.
Een ander terugkerend thema is adoptie en pleegzorg, zoals in Home from far en Willow and Twig. Kinderen vinden vaak een familie en een thuis in de loop van het boek. Soms herontdekken ze het belang van hun familie, soms raken ze herenigd met hun familie, of ze vormen een nieuwe familie in hun nieuwe omstandigheden.
Bij nieuwe kennismakingen (zoals na een verhuizing) is het belangrijk om door de ogen van een ander te kunnen kijken, te voelen hoe het is om in elkaars schoenen te staan, zoals in het boek Kijk door mijn raam, waarin drie meisjes met een heel verschillende achtergrond, een ander geloof en heel verschillende karakters een dichtgroepje vormen.
In veel van Littles boeken vinden treurige gebeurtenissen plaats, van ernstige ziekte en mishandeling tot een overlijden, maar de verhalen hebben doorgaans een goede afloop en tonen de veerkracht van kinderen.

## Prijzen
- Little, Brown Canadian Children's Book Award (1961), voor: Mine for keeps
- Vicky Metcalf Award for Literature for Young People (1974)
- Canadian Children's Book of the Year Award (1985), voor: Mama's Going to Buy You a Mockingbird
- Canadian Library Association Book of the Year award, voor: Orphan at My Door
- Ruth Schwartz Award
- Canada Council Literature Prize
- The Vicky Metcalf Award
- Boston Globe Horn-Book Honor Book Award
- Matt Cohen Award (2012)

Little is lid van de Orde van Canada voor "her outstanding contribution to Canadian children’s literature". Daarnaast kreeg zij een Queen’s Diamond Jubilee Medal (2012).
Jean Litte werd bovendien acht keer genomineerd voor de internationale Astrid Lindgren Memorial Award (ALMA), onder meer in 2011, 2012 en 2013.

## Werken (selectie)
Kinderboeken
- Mine for keeps – vertaling: Voorgoed weer thuis (1968)
- Spring begins in March  – vertaling: Die nare lieve oma (1968)

(vervolg op Mine for keeps)
- Mama's going to buy you a mockingbird – vertaling: Bij het vallen van de nacht (1986)
- Different dragons
- Lost and found – vertaling: Mag ik hem houden? (1992)
- From Anna
- Hey world, here I am!
- Willow and Twig
- I know an old laddie
- Brothers far from home (Dear Canada)
- If I die before I wake (Dear Canada)
- His banner over me
- Look through my window – vertaling: Kijk door mijn raam (1976)
- Kate
- Stand in the wind – vertaling: Zet je schrap in de wind (1979)
- One to grow on
- What will the Robin do then?
- Listen for the singing – vertaling: Luister of je ze hoort zingen (1980)

(vervolg op From Anna)
- Somebody else's summer
- Dancing through the snow
- Love in Paris
- Yesterday
- Orphan at my door (Dear Canada)
- Growing pains
- Home from far
- Revenge of the small small
- Take wing
- Exiles from the war  (Dear Canada)
- All fall down  (Dear Canada)
- Do not open until Christmas

Autobiografische boeken
- Little by Little
- Stars come out within (vervolg autobiografie)